# Liste der Lieder von Audrey Horne

Bandlogo

Dies ist eine Liste der Lieder der norwegischen Hard-Rock-Band Audrey Horne. Die Liste ist alphabetisch sortiert und berücksichtigt die sechs Studioalben No Hay Banda, Le Fol, Audrey Horne, Youngblood, Pure Heavy, Blackout und Devil’s Bell sowie die EP Confessions & Alcohol. 

## Legende
- Titel: Nennt den Namen des Liedes. Coverversionen sind blau unterlegt Die Originalinterpreten werden darunter genannt.
- Autoren: Nennt die Autoren des Liedes.
- Album: Nennt das Album, auf dem das Lied erschien. Bei orange markierten Titeln handelt es sich um Bonustracks, die nicht auf allen Versionen des Albums vertreten sind.
- Jahr: Nennt das Veröffentlichungsjahr.

## Die Lieder

### A
| # | Titel          | Autoren      | Album                      | Jahr |
| - | -------------- | ------------ | -------------------------- | ---- |
| 1 | Afterglow      | Isdal, Rød   | Le Fol                     | 2007 |
| 2 | Airsupply      | Audrey Horne | Confessions & Alcohol (EP) | 2005 |
| 3 | All Is Lost    | Audrey Horne | Devil’s Bell               | 2022 |
| 4 | Animal         | Audrey Horne | Devil’s Bell               | 2022 |
| 5 | Ashes to Ashes | Audrey Horne | Devil’s Bell               | 2022 |
| 6 | Audrevolution  | Audrey Horne | Blackout                   | 2018 |

### B
| #  | Titel                                   | Autoren      | Album                      | Jahr |
| -- | --------------------------------------- | ------------ | -------------------------- | ---- |
| 1  | Between the Devil and the Deep Blue Sea | Audrey Horne | Pure Heavy                 | 2014 |
| 2  | Blackeyed and Broken                    | Audrey Horne | Confessions & Alcohol (EP) | 2005 |
| 3  | Blackhearted Visions                    | Audrey Horne | No Hay Banda               | 2005 |
| 4  | Blackout                                | Audrey Horne | Blackout                   | 2018 |
| 5  | Blaze of Ashes                          | Audrey Horne | Audrey Horne               | 2010 |
| 6  | Bleed                                   | Audrey Horne | No Hay Banda               | 2005 |
| 7  | Boy Wonder                              | Audrey Horne | Pure Heavy                 | 2014 |
| 8  | Break Out                               | Audrey Horne | Devil’s Bell               | 2022 |
| 9  | Bridges and Anchors                     | Audrey Horne | Audrey Horne               | 2010 |
| 10 | Bright Lights                           | Isdal, Rød   | Le Fol                     | 2007 |

### C
| # | Titel                 | Autoren      | Album        | Jahr |
| - | --------------------- | ------------ | ------------ | ---- |
| 1 | California            | Audrey Horne | Blackout     | 2018 |
| 2 | Candy Store           | Audrey Horne | No Hay Banda | 2005 |
| 3 | Cards With the Devil  | Audrey Horne | Youngblood   | 2013 |
| 4 | Carrie                | Audrey Horne | Audrey Horne | 2010 |
| 5 | Charon                | Audrey Horne | Audrey Horne | 2010 |
| 6 | Circus                | Audrey Horne | Audrey Horne | 2010 |
| 7 | Confessions & Alcohol | Audrey Horne | No Hay Banda | 2005 |
| 8 | Crust                 | Audrey Horne | No Hay Banda | 2005 |

### D
| # | Titel             | Autoren      | Album        | Jahr |
| - | ----------------- | ------------ | ------------ | ---- |
| 1 | Danse Macabre     | Audrey Horne | Devil’s Bell | 2022 |
| 2 | Darkdrive         | Audrey Horne | Audrey Horne | 2010 |
| 3 | Dead              | Audrey Horne | No Hay Banda | 2005 |
| 4 | Death Horse       | Audrey Horne | No Hay Banda | 2005 |
| 5 | Desert Song       | Audrey Horne | Audrey Horne | 2010 |
| 6 | Devil’s Bell      | Audrey Horne | Devil’s Bell | 2022 |
| 7 | Diamonds          | Audrey Horne | Pure Heavy   | 2014 |
| 8 | Down Like Suicide | Audrey Horne | Audrey Horne | 2010 |

### E
| # | Titel   | Autoren      | Album    | Jahr |
| - | ------- | ------------ | -------- | ---- |
| 1 | The End | Audrey Horne | Blackout | 2018 |

### F
| # | Titel         | Autoren      | Album        | Jahr |
| - | ------------- | ------------ | ------------ | ---- |
| 1 | Firehose      | Audrey Horne | Audrey Horne | 2010 |
| 2 | From Darkness | Audrey Horne | Devil’s Bell | 2022 |

### G
| # | Titel      | Autoren      | Album        | Jahr |
| - | ---------- | ------------ | ------------ | ---- |
| 1 | Get a Rope | Audrey Horne | No Hay Banda | 2005 |
| 2 | Godspeed   | Audrey Horne | Audrey Horne | 2010 |
| 3 | Gravity    | Audrey Horne | Pure Heavy   | 2014 |

### H
| # | Titel                  | Autoren                 | Album                      | Jahr |
| - | ---------------------- | ----------------------- | -------------------------- | ---- |
| 1 | Halo                   | Audrey Horne            | Confessions & Alcohol (EP) | 2005 |
| 2 | Halo (Beyoncé Knowles) | Bogart, Knowles, Tedder | Audrey Horne               | 2010 |
| 3 | Hell Hath No Fury      | Isdal, Rød              | Le Fol                     | 2007 |
| 4 | High and Dry           | Audrey Horne            | Pure Heavy                 | 2014 |
| 5 | Holy Roller            | Audrey Horne            | Pure Heavy                 | 2014 |

### I
| # | Titel           | Autoren               | Album      | Jahr |
| - | --------------- | --------------------- | ---------- | ---- |
| 1 | I Wanna Know    | Audrey Horne          | Youngblood | 2013 |
| 2 | I Wish You Well | Isdal, Rød            | Le Fol     | 2007 |
| 3 | In the End      | Tofthagen, Isdal, Rød | Le Fol     | 2007 |
| 4 | Into the Wild   | Audrey Horne          | Pure Heavy | 2014 |

### J
| # | Titel      | Autoren    | Album    | Jahr |
| - | ---------- | ---------- | -------- | ---- |
| 1 | Jaws       | Isdal, Rød | Le Fol   | 2007 |
| 2 | Juggernaut |            | Blackout | 2018 |

### K
| # | Titel            | Autoren      | Album      | Jahr |
| - | ---------------- | ------------ | ---------- | ---- |
| 1 | The King Is Dead | Audrey Horne | Youngblood | 2013 |

### L
| # | Titel                      | Autoren               | Album        | Jahr |
| - | -------------------------- | --------------------- | ------------ | ---- |
| 1 | Last Call                  | Isdal, Rød            | Le Fol       | 2007 |
| 2 | Last Chance for a Serenade | Isdal, Tofthagen, Rød | Le Fol       | 2007 |
| 3 | Light Your Way             | Audrey Horne          | Blackout     | 2018 |
| 4 | Listening                  | Audrey Horne          | No Hay Banda | 2005 |

### M
| # | Titel        | Autoren      | Album    | Jahr |
| - | ------------ | ------------ | -------- | ---- |
| 1 | Midnight Man | Audrey Horne | Blackout | 2018 |
| 2 | Monster      | Isdal, Rød   | Le Fol   | 2007 |

### N
| # | Titel                 | Autoren      | Album        | Jahr |
| - | --------------------- | ------------ | ------------ | ---- |
| 1 | Naysayer              | Audrey Horne | Blackout     | 2018 |
| 2 | Nowhere to Run (Kiss) | Stanley      | Audrey Horne | 2010 |

### O
| # | Titel           | Autoren      | Album      | Jahr |
| - | --------------- | ------------ | ---------- | ---- |
| 1 | The Open Sea    | Audrey Horne | Youngblood | 2013 |
| 2 | Out of the City | Audrey Horne | Pure Heavy | 2014 |

### P
| # | Titel                    | Autoren               | Album        | Jahr |
| - | ------------------------ | --------------------- | ------------ | ---- |
| 1 | Pitch Black Mourning     | Audrey Horne          | Audrey Horne | 2010 |
| 2 | Pretty Girls Make Graves | Tofthagen, Isdal, Rød | Le Fol       | 2007 |
| 3 | Pretty Little Sunshine   | Audrey Horne          | Youngblood   | 2013 |

### R
| # | Titel                  | Autoren      | Album        | Jahr |
| - | ---------------------- | ------------ | ------------ | ---- |
| 1 | Rearview Mirror        | Audrey Horne | Audrey Horne | 2010 |
| 2 | Redemption Blues       | Audrey Horne | Youngblood   | 2013 |
| 3 | Return to Grave Valley | Audrey Horne | Devil’s Bell | 2022 |
| 4 | Rose Alley             | Audrey Horne | Blackout     | 2018 |

### S
| # | Titel                      | Autoren        | Album        | Jahr |
| - | -------------------------- | -------------- | ------------ | ---- |
| 1 | Sail Away                  | Audrey Horne   | Audrey Horne | 2010 |
| 2 | Satellite                  | Audrey Horne   | Blackout     | 2018 |
| 3 | Show and Tell              | Audrey Horne   | Youngblood   | 2013 |
| 4 | So Long, Euphoria          | Tofthagen, Rød | Le Fol       | 2007 |
| 5 | Straight into Your Grave   | Audrey Horne   | Youngblood   | 2013 |
| 6 | The Sweet Taste of Revenge | Audrey Horne   | No Hay Banda | 2005 |

### T
| # | Titel                | Autoren              | Album        | Jahr |
| - | -------------------- | -------------------- | ------------ | ---- |
| 1 | Tales from the Crypt | Audrey Horne         | Pure Heavy   | 2014 |
| 2 | There Goes a Lady    | Audrey Horne         | Youngblood   | 2013 |
| 3 | These Vultures       | Audrey Horne         | Audrey Horne | 2010 |
| 4 | This Ends Here       | Audrey Horne         | Youngblood   | 2013 |
| 5 | This Is War          | Audrey Horne         | Blackout     | 2018 |
| 6 | This One             | Audrey Horne, Ådland | Blackout     | 2018 |
| 7 | Threshold            | Isdal, Rød           | Le Fol       | 2007 |
| 8 | Toxic Twins          | Audrey Horne         | Devil’s Bell | 2022 |

### V
| # | Titel        | Autoren      | Album      | Jahr |
| - | ------------ | ------------ | ---------- | ---- |
| 1 | Volcano Girl | Audrey Horne | Pure Heavy | 2014 |

### W
| # | Titel                 | Autoren      | Album        | Jahr |
| - | --------------------- | ------------ | ------------ | ---- |
| 1 | Waiting for the Night | Audrey Horne | Pure Heavy   | 2014 |
| 2 | Weightless            | Audrey Horne | No Hay Banda | 2005 |
| 3 | Wolf in My Heart      | Audrey Horne | Pure Heavy   | 2014 |

### Y
| # | Titel      | Autoren      | Album      | Jahr |
| - | ---------- | ------------ | ---------- | ---- |
| 1 | Youngblood | Audrey Horne | Youngblood | 2013 |